# Tricholoma portentosum
Tricholoma portentosum, comúnmente conocido como capuchina, carbonera o tortullo es una especie de hongo basidiomiceto perteneciente a la familia Tricholomataceae. El basidioma crece en otoño y al principio del invierno asociado a coníferas y hayas.

## Morfología del basidioma
Presenta un sombrero con un diámetro de 5 a 15 cm, de forma acampanada o plana, con la cutícula viscosa de color gris oscuro, algo más claro en los márgenes. Las láminas, escotadas, y la estipe son de color blanco grisáceo con reflejos amarillos.